# 신한첩 곤
신한첩 곤(宸翰帖 坤)은 조선시대 효종 등 왕실 사람들이 한글로 써서 양반가에 출가한 효종의 딸 숙휘공주와 공주의 남편 정제현에게 보낸 편지글들을 모은 것이다. 한글로 쓰여진 총 35편의 편지글로 구성되어 있으며 1802년 정제현의 5세손 정진석이 낱장의 편지글들을 첩으로 만들었다. 현재 대구광역시 달서구 계명대학교 동산도서관에서 소장하고 있다.
2010년 1월에 대한민국의 보물 제1629-2호로 지정되었으며, 2017년 10월 31일 제1946호로 보물 지정번호가 변경되었다.

## 개요
『신한첩 곤(宸翰帖 坤)』은 효종(孝宗, 1619~1659), 현종(顯宗, 1641~1674), 숙종(肅宗, 1661~1720), 효종비 인선왕후(仁宣王后, 1618~1674), 현종비 명성왕후(明聖王后, 1642~1683), 숙종비 인현왕후(仁顯王后, 1667~1701)가 효종의 넷째딸 숙휘공주(淑徽公主)에게 보낸 한글어찰을 모은 것이다. 숙휘공주는 연일정씨 인평위(寅平尉) 정제현(鄭齊賢)과 혼인하였다. 수록된 어찰은 효종 2통, 현종 3통, 숙종 6통, 인선왕후 18통, 명성왕후 2통, 인현왕후 5통 등 모두 36통이다. 처음의 장황 그대로 남아 있는데, 표지에 “신한첩 곤(宸翰帖 坤)”이란 제서(題書)가 쓰여 있듯이 원래 건·곤(乾·坤) 2첩이었다.
이 첩은 앞쪽에 실린 정제현의 후손 정진석(鄭晉錫, 1779~?)의 1802년 한글 지문(識文)을 통해 제작내력을 알 수 있다. 그중 “건(乾)인 즉 사조(四祖) 어필(御筆)이시오 곤(坤)인 즉 육성(六聖) 언찰(諺札)이시라” 했는데, ‘사조 어필’은 국립청주박물관의 효종·현종·장렬왕후·인선왕후 어찰을 가리키며, ‘육성 언찰’은 계명대학교 동산도서관의 효종·현종·숙종·인선왕후·명성왕후·인현왕후 어찰을 가리킨다. 또 한글 필치가 국립청주박물관의 “○○대왕어셔”나 “○○왕후어셔”라고 쓴 것과 같아 이들 첩이 건·곤으로 함께 장황되어 짝을 이루었다고 추정된다.
이 어찰첩은 국립청주박물관 소장 숙명신한첩(淑明宸翰帖), 오죽헌시립박물관의 명안공주 관련유물(明安公主關聯遺物, 보물 제1220호)로서 현종, 명성왕후(明聖王后, 1642~1683), 숙종의 한글어찰을 수록한 어필첩(御筆帖)등과 함께 조선왕실의 한글어찰을 살필 수 있는 귀한 자료이다.

## 구성
| 보내는 사람 | 관계                | 받는 사람 | 편수 |
| 효종        | 아버지 : 딸         | 숙휘공주  | 2    |
| 인선왕후    | 어머니 : 딸         | 숙휘공주  | 18   |
| 현종        | 오빠 : 여동생       | 숙휘공주  | 3    |
| 명성왕후    | 올케 : 시누이       | 숙휘공주  | 1    |
| 숙종        | 조카 : 고모         | 숙휘공주  | 6    |
| 인현왕후    | 조카며느리 : 시고모 | 숙휘공주  | 5    |

## 같이 보기
- 숙명신한첩 - 보물 제1947호
- 명안공주 관련 유물 - 보물 제1220호

## 참고 문헌
- 신한첩 곤 - 국가유산청 국가유산포털